# Хайянь (повіт, Цинхай)
36°54′00″ пн. ш. 100°59′38″ сх. д. / 36.90003° пн. ш. 100.99383° сх. д.
Хайянь (також Дабчи, кит. 海晏县, пін. Hăiyàn Xiàn, Dabchi) — один із повітів КНР у складі Хайбей-Тибетської автономної префектури, провінція Цінхай. Адміністративний центр — містечко Маркутанг.

## Географія
Хайянь у середньому лежить на висоті близько 3000 метрів над рівнем моря (перепад висот у діапазоні від 2726 до 4583 метрів) у горах Жиюешань на північний схід від озера Кукунор.

### Клімат
Повіт знаходиться у зоні, котра характеризується континентальним субарктичним кліматом. Найтепліший місяць — липень із середньою температурою 12,9 °C. Найхолодніший місяць — січень, із середньою температурою -12,6 °С.
| Клімат повіту Хайянь                               | Клімат повіту Хайянь | Клімат повіту Хайянь | Клімат повіту Хайянь | Клімат повіту Хайянь | Клімат повіту Хайянь | Клімат повіту Хайянь | Клімат повіту Хайянь | Клімат повіту Хайянь | Клімат повіту Хайянь | Клімат повіту Хайянь | Клімат повіту Хайянь | Клімат повіту Хайянь | Клімат повіту Хайянь |
| Показник                                           | Січ.                 | Лют.                 | Бер.                 | Квіт.                | Трав.                | Черв.                | Лип.                 | Серп.                | Вер.                 | Жовт.                | Лист.                | Груд.                | Рік                  |
| Середній максимум, °C                              | −2                   | 1,6                  | 6,2                  | 11,3                 | 14,8                 | 17,6                 | 19,6                 | 19,1                 | 15,1                 | 10                   | 4,5                  | −0,2                 | 9,8                  |
| Середня температура, °C                            | −12,6                | −8,4                 | −2,8                 | 3,2                  | 7,3                  | 10,8                 | 12,9                 | 12,1                 | 8                    | 1,7                  | −5,6                 | −11,1                | 1,3                  |
| Середній мінімум, °C                               | −21,2                | −16,9                | −10,3                | −4                   | 0,5                  | 4,4                  | 6,7                  | 6,3                  | 2,7                  | −4,4                 | −12,9                | −19,4                | −5,7                 |
| Норма опадів, мм                                   | 1.1                  | 1.3                  | 6.3                  | 18.7                 | 44.3                 | 67.7                 | 91.3                 | 93.2                 | 65.3                 | 17.7                 | 5.1                  | 1.8                  | 413.8                |
| Вологість повітря, %                               | 53                   | 50                   | 50                   | 53                   | 59                   | 65                   | 71                   | 74                   | 74                   | 67                   | 60                   | 57                   | 61                   |
| -------------------------------------------------- | -------------------- | -------------------- | -------------------- | -------------------- | -------------------- | -------------------- | -------------------- | -------------------- | -------------------- | -------------------- | -------------------- | -------------------- | -------------------- |
| Джерело: Дані метеостанції №52853 (КНР, 1991-2020) |                      |                      |                      |                      |                      |                      |                      |                      |                      |                      |                      |                      |                      |